# Yuri Sokolov
Yuri Sokolov –en ruso, Юрий Соколов– (23 de febrero de 1961-14 de marzo de 1990) fue un deportista soviético que compitió en judo.
 Ganó dos medallas en el Campeonato Mundial de Judo en los años 1985 y 1987, y una medalla en el Campeonato Europeo de Judo de 1986.

## Palmarés internacional
| Campeonato Mundial | Campeonato Mundial    | Campeonato Mundial | Campeonato Mundial |
| Año                | Lugar                 | Medalla            | Categoría          |
| ------------------ | --------------------- | ------------------ | ------------------ |
| 1985               | Seúl (Corea del Sur)  | Medalla de oro     | –65 kg             |
| 1987               | Essen (RFA)           | Medalla de plata   | –65 kg             |
| Campeonato Europeo |                       |                    |                    |
| Año                | Lugar                 | Medalla            | Categoría          |
| 1986               | Belgrado (Yugoslavia) | Medalla de oro     | –65 kg             |